# Аль-Амаль
Аль-А́маль (араб. الأمل‎ — «надежда») — автоматическая межпланетная станция (АМС) космического агентства ОАЭ (UAESA) по исследованию Марса, запущенная в рамках программы Emirates Mars Mission (араб. مشروع الإمارات لإستكشاف المريخ‎). 
Запуск АМС Аль-Амаль осуществлен 19 июля 2020 в 21:58:14 UTC c космического центра Танегасима в Японии при помощи ракеты-носителя H-IIA (ранее, 14 и 15 июля 2020 года ОАЭ дважды переносила старт миссии из-за грозовых облаков на космодроме). 
9 февраля 2021 года АМС вышла на орбиту Марса.
Это первый марсианский спутник Объединённых Арабских Эмиратов и арабского мира в целом. Аппарат был создан в рамках сотрудничества Космического центра Мохаммеда ибн Рашида (Mohammed bin Rashid Space Centre) и американской Лаборатории атмосферной и космической физики в Университете Колорадо, а также других организаций, таких как университет штата Аризона и Калифорнийский университет в Беркли.

## Цели миссии и научные инструменты
Научная цель, поставленная перед этим спутником — это создание полной картины марсианской атмосферы. Аппарат будет исследовать, как меняется погода в течение дня и в течение года, изучать метеорологические события в нижних слоях атмосферы, такие как пылевые бури, а также наблюдать за погодой в различных географических областях Марса.
На борту спутника установлено три прибора:
- Emirates eXploration Imager (EXI) — многодиапазонная камера, способная создавать изображения с пространственным разрешением от 8 км[15]
- Emirates Mars Infrared Spectrometer (EMIRS) — инфракрасный спектрометр для исследования температурных профилей, льда, водяного пара и пыли в атмосфере. EMIRS обеспечит обзор нижней и средней атмосферы[16][17] .
- Emirates Mars Ultraviolet Spectrometer (EMUS) — ультрафиолетовый спектрометр для измерения концентраций кислорода и водорода в верхних слоях атмосферы[18].

## Исследования и результаты
- 14 февраля 2021 зонд отправил свой первый снимок Марса с высоты 25 тыс. км над поверхностью планеты[19]
- 30 июня 2021, Космическое агентство Объединённых Арабских Эмиратов (UAESA) сообщило, и опубликовало данные от том, что Аль-Амаль зарегистрировал на Марсе уникальные изображения танцующих атмосферных огней, известных как дискретные полярные сияния. О самом факте существования полярных сияний на Марсе известно с 2004 года, однако арабский аппарат Аль-Амаль имеет высокую орбиту и поэтому впервые смог сфотографировать их с ночной стороны Марса. «Это позволит открыть новые двери для изучения марсианской атмосферы и того, как она взаимодействует с солнечной активностью» - сказала Хесса аль-Матруши, научный руководитель миссии[20][21].
- В октябре 2021 ОАЭ открыли портал для публикации в свободный доступ научных данных, собранных межпланетной станцией «Аль-Амаль». На портале уже опубликованы первые данные о распределении газов в атмосфере и температуре на поверхности Марса. Далее, новые научные данные, собираемые «Аль-Амаль», планируется публиковать на этом портале примерно раз в три месяца[22][23].
- В январе 2022 года ОАЭ опубликовали новый пакет научных данных, а также снимки Марса с орбиты, на которых можно увидеть самый большой вулкан в Солнечной системе – Олимп[24].
- В марте 2022 года ОАЭ опубликовали данные о сильной пылевой буре прошедшей на Марсе. Зонд «Аль-Амаль» собрал беспрецедентные данные о том, как эти штормы развиваются с течением времени, используя свою камеру и инфракрасный спектрометр для характеристики теплового состояния поверхности Красной планеты и её нижних слоев атмосферы[25][26].
- В апреле 2022 года зонд «Аль-Амаль» при помощи спектрометра ультрафиолетового излучения (EMUS) зафиксировал новый тип полярного сияния на Марсе[27].
- В апреле 2023 года был создан обновлённый атлас Марса, основанный на 3000 изображений полученных с зонда «Аль-Амаль»[28].
- Также в апреле 2023 года впервые были опубликованы снимки с высоким разрешением обратной стороны спутника Марса Деймоса, сделанные орбитальным аппаратом «Аль-Амаль»[29][30].